# Louis Antoine de Clarac
Pour les articles homonymes, voir Clarac.
Louis Antoine de Clarac est un homme politique français né le 10 septembre 1772 à Tarbes (Hautes-Pyrénées) et décédé le 20 décembre 1854 à Tarbes.

## Biographie
Intendant militaire sous l'Empire, il est fait chevalier d'Empire en 1809. Rallié à la Restauration, il est député des Hautes-Pyrénées de 1815 à 1816 et de 1820 à 1831, siégeant dans la majorité soutenant les gouvernements de la Restauration.

## Postérité
- Une rue de Tarbes porte son nom.

## Sources
- « Louis Antoine de Clarac », dans Adolphe Robert et Gaston Cougny, Dictionnaire des parlementaires français, Edgar Bourloton, 1889-1891 [détail de l’édition]